# RS (Automarke)
RS ist eine britische Automarke.

## Markengeschichte
Paul Horner gründete 1998 das Unternehmen RS Automotive in Shoeburyness in der Grafschaft Essex. Er begann mit der Produktion von Automobilen und Kits. Der Markenname lautete RS. Haulier Gary Campbell unterstützte ihn ab 1999. 2004 endete die Produktion zunächst. Bill Watson gründete 2009 RS Motorsport in Manston in Kent und setzt seitdem die Produktion fort.

## Fahrzeuge
Das einzige Modell Evo 200 ist der Nachfolger des Mercury Evolution 200 von Mercury Motorsport & Engineering Company, zuvor Kara 430 von Kara Sports Cars. Das Fahrzeug ist vom Ford RS 200 inspiriert. Die Basis bildet ein Spaceframe-Rahmen. Die Radaufhängungen, Lenkung und Bremsen kommen vom Ford Sierra. Verschiedene Motoren von Ford und Renault treiben die Fahrzeuge an.
Insgesamt entstanden bisher etwa 115 Exemplare bei den vier Herstellern.